# 105 км (зупинний пункт, Донецька залізниця)
105 кіломе́тр — залізничний пасажирський зупинний пункт Луганської дирекції Донецької залізниці.
Розташований поблизу смт Білоріченський, Лутугинський район, Луганської області на лінії Родакове — Ізварине між станціями Збірна (3 км) та Врубівка (5 км).
Через військову агресію Росії на сході Україні транспортне сполучення припинене.